# Окунёво (Свердловская область)
Окунёво — упразднённый в декабре 2015 года посёлок на территории Туринского городского округа Свердловской области, Россия.

## Географическое положение
Урочище Окунёво муниципального образования «Туринского городского округа» расположено в 51 километре (по зимней автодороге — в 58 километрах) к северу от города Туринск, на заболоченном водоразделе рек Тура и Тавда, на левом берегу реки Паутья (правый приток реки Утья, бассейна реки Тавда). В окрестностях урочища находится озеро Окунёво. Летом автомобильного сообщения нет, только по зимнику.

## История
В декабре 2015 года областным законом № 161-ОЗ посёлок Окунёво был упразднен.
В настоящее время урочище используется охотниками, лесниками, и службой МЧС.

## Узкоколейная железная дорога
Урочище было связано с посёлком Фабричное узкоколейной железной дорогой, по состоянию на 2017 год полностью разобранной.

## Население
| 2002 | 2010 |
| ---- | ---- |
| 0    | →0   |